# كوجي ماتسوي
كوجي ماتسوي (6 يوليو 1957 - ) هو لاعب كرة يد اليابان. شارك في الألعاب الأولمبية الصيفية 1984.

## وصلات خارجية
- كوجي ماتسوي على موقع أوليمبيديا (الإنجليزية)